# Europapokal der Landesmeister (Handball) 1977/78
Am Europapokal der Landesmeister 1977/78 nahmen 24 Handball-Vereinsmannschaften aus 24 Ländern teil. Diese qualifizierten sich in der vorangegangenen Saison in ihren Heimatländern für den Europapokal. Bei der 18. Austragung des Wettbewerbs konnte mit dem SC Magdeburg zum dritten Mal eine Mannschaft aus der DDR den Pokal gewinnen.

## 1. Runde
|                     | Gesamt    |                         | Hinspiel | Rückspiel |
| ------------------- | --------- | ----------------------- | -------- | --------- |
| Duina Trieste       | 39:39 (1) | Hapoel Rehovot          | 22:18    | 17:21     |
| Partizan Bjelovar   | 57:40     | Sportist Kremikovtzi    | 29:17    | 28:23     |
| Belenenses Lissabon | 40:30     | Racing Club Strasbourg  | 24:16    | 16:14     |
| Valur Reykjavík     | 53:31     | Kyndil Tórshavn         | 23:15    | 30:16     |
| Union Krems         | 36:33     | Grasshopper Club Zürich | 19:13    | 17:20     |
| IL Refstad Oslo     | 41:32     | Sparta IF Helsinki      | 20:12    | 21:20     |
| HB Dudelange        | 40:25     | Birkenhead HC           | 34:12    | 16:13     |
| Progrès HC Seraing  | 29:38     | HV Sittardia Sittard    | 15:19    | 14:19     |

Durch ein Freilos zogen der SC Magdeburg, ASVS Dukla Prag, Honvéd Budapest, TSV Grün-Weiß Dankersen, SoIK Hellas, BC Calpisa Alicante, Fredericia KFUM und Śląsk Wrocław direkt in das Achtelfinale ein.

## Achtelfinale
|                      | Gesamt |                         | Hinspiel | Rückspiel |
| -------------------- | ------ | ----------------------- | -------- | --------- |
| SC Magdeburg         | 54:51  | Partizan Bjelovar       | 33:23    | 21:28     |
| Belenenses Lissabon  | 41:63  | ASVS Dukla Prag         | 19:30    | 22:33     |
| Honvéd Budapest      | 60:45  | Valur Reykjavík         | 35:23    | 25:22     |
| Union Krems          | 32:46  | TSV Grün-Weiß Dankersen | 16:25    | 16:21     |
| SoIK Hellas          | 34:41  | IL Refstad Oslo         | 17:19    | 17:22     |
| BC Calpisa Alicante  | 46:31  | Hapoel Rehovot          | 31:15    | 15:16     |
| HB Dudelange         | 37:60  | Fredericia KFUM         | 19:32    | 18:28     |
| HV Sittardia Sittard | 38:63  | Śląsk Wrocław           | 17:32    | 21:31     |

## Viertelfinale
|                 | Gesamt |                         | Hinspiel | Rückspiel |
| --------------- | ------ | ----------------------- | -------- | --------- |
| SC Magdeburg    | 47:42  | ASVS Dukla Prag         | 22:22    | 25:20     |
| Honvéd Budapest | 39:38  | TSV Grün-Weiß Dankersen | 24:20    | 15:18     |
| IL Refstad Oslo | 33:36  | BC Calpisa Alicante     | 17:17    | 16:19     |
| Fredericia KFUM | 44:46  | Śląsk Wrocław           | 26:20    | 18:26     |

## Halbfinale
|                     | Gesamt |               | Hinspiel | Rückspiel |
| ------------------- | ------ | ------------- | -------- | --------- |
| Honvéd Budapest     | 38:41  | SC Magdeburg  | 21:22    | 17:19     |
| BC Calpisa Alicante | 39:52  | Śląsk Wrocław | 18:20    | 21:32     |

## Finale
Das Finale fand am 22. April 1978 in der Magdeburger Hermann-Gieseler-Halle statt.
|              | Ergebnis |               |
| ------------ | -------- | ------------- |
| SC Magdeburg | 28:22    | Śląsk Wrocław |

| SC Magdeburg | SC Magdeburg | Śląsk Wrocław | Śląsk Wrocław |
| | Samstag, 22. April 1978 um 17:00 Uhr in Magdeburg (Hermann-Gieseler-Halle) Ergebnis: 28:22 (18:10) Zuschauer: 2.000 (ausverkauft) Schiedsrichter: Marki, Dr. Fülöp ( Ungarn)                                              |               |               |
| Wieland Schmidt, Gunar Schimrock – Reinhard Schütte, Ingolf Wiegert, Gerhard Uecker, Hartmut Krüger, Udo Rothe, Günter Dreibrodt, Manfred Pfeifer, Ernst Gerlach , Harry Jahns, Manfred Hoppe Trainer: Klaus Miesner | Piotr Krok, Krzysztof Sip – Wojciech Burzyński, Wacław Smagacz, Jerzy Klempel, Bogdan Falęta, Jacek Moczulski, Andrzej Kocjan, Krzysztof Kowacki, Andrzej Sokołowski, Kaluk, Daniel Waszkiewicz Trainer: Bogdan Kowalczyk |               |               |
| Krüger (8) Wiegert (5) Gerlach (5) Rothe (3) Dreibrodt (3) Jahns (2) Schütte (1) Hoppe (1) | Klempel (8) Smagacz (3) Falęta (3) Moczulski (3) Burzyński (1) Kocjan (1) Kowacki (1) Sokołowski (1) Waszkiewicz (1) |               |               |
| 2 | 2 |               |               |